# Demografía de Paraguay
La población de Paraguay según el resultado oficial del censo de 2022 asciende a 6.109.903 habitantes. El Instituto Nacional de Estadística, el organismo encargado de manejar los datos demográficos del país, proyectaba la población en 7 555 000 habitantes para el 2022 debido a un desfasaje de anteriores estimaciones que tomaban como base la tasa de fecundidad y la tasa migratoria del censo de 2002, inaplicable a largo plazo dada la naturaleza impredecible del comportamiento demográfico de un país. La densidad de población, de 15,02 hab/km², está entre las más bajas de todo el continente junto con Canadá, Bolivia y Argentina. Cerca del 70 % de la población vive en zonas urbanas. El porcentaje de hombres y mujeres es similar (Índice de masculinidad=1,00), prevaleciendo las mujeres en zonas urbanas, y los hombres en zonas rurales o suburbanas.
Su distribución a lo largo del territorio es muy irregular: la gran mayoría de la población paraguaya vive en la Región Oriental, generalmente en ciudades cercanas a la capital nacional, ciudades fronterizas a otros países, o ciudades ubicadas sobre las rutas nacionales del país. En esta región es donde se asientan las mayores zonas urbanas del Paraguay, como Asunción, Ciudad del Este, Encarnación, Pedro Juan Caballero, Caaguazú, Coronel Oviedo, etc.  
Por otra parte, el Chaco o Región Occidental, que abarca aproximadamente el 60,7  % del territorio nacional, tiene menos del 4 % de la población nacional, ya que predomina la población rural debido a que no hay grandes urbes sino pequeños poblados. La mayoría de su población se ubica al sur del Chaco, y en el Chaco Central, en el que generalmente se asientan los menonitas y grupos indígenas.
La población paraguaya está generalmente compuesta por mestizos o euromestizos: mezcla de ascendencia europea (principalmente española e italiana) e indígena (principalmente guaraní). También se encuentra una importante población caucásica o blanca (cerca del 30 %). El restante 5 % la conforman otras razas, como los afroparaguayos (negros), indígenas, etc.

## Estadísticas

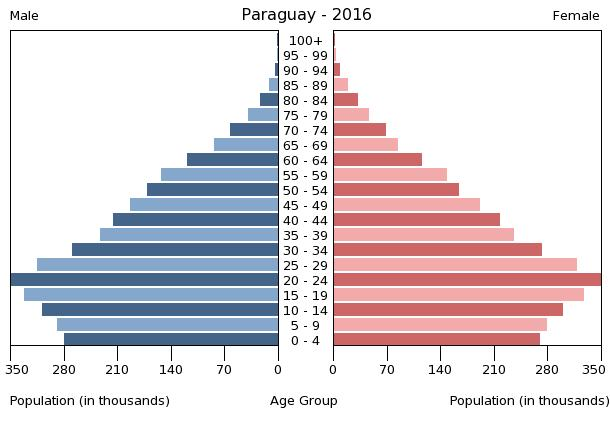
Distribución de la población por sexo y edad de Paraguay, (2016); en miles de habitantes.

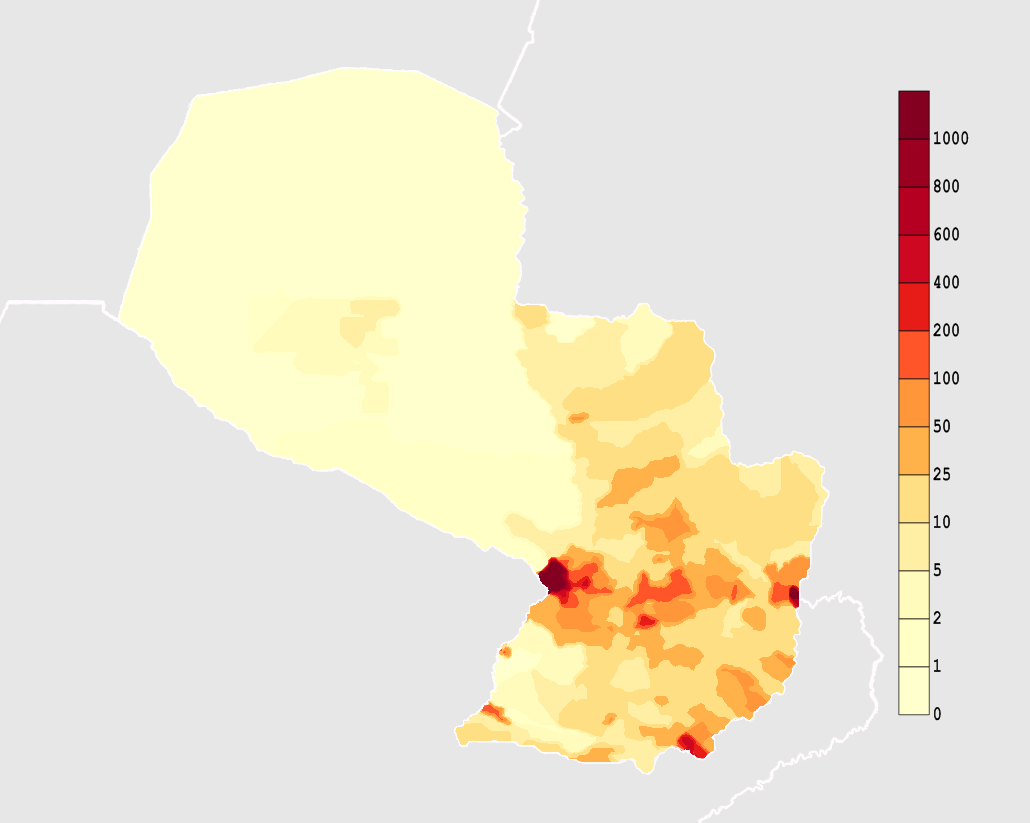
Distribución de la población por zonas de Paraguay (por km²).

Población total (censo 2022): 6.109.903
Población por zona (censo 2022)
- Población Urbana: 4.215.101 (69 %)
- Población Rural: 1.894.802 (31 %)

Población por sexo (censo 2022)
- Hombres: 3.057.674 (50 %)
- Mujeres: 3.052.229 (50 %)

Población por edad (censo 2022)
- 0-14:  1.529.030 (25 %)
- 15-64: 4.057.213 (66,4 %)
- +65: 523.660 (8,6 %)

Distribución de edades por sexo (2020 est.)
- al nacer: 1,05 hombres/mujeres
- 0-15 años: 1,04 hombres/mujeres
- 15-64 años: 1,01 hombres/mujeres
- 65 años y más: 0,89 hombres/mujeres
- población total: 1,00 hombres/mujeres

#### Otros datos
- Tasa de crecimiento demográfico: 0,71 % (2024)
- Hijos por mujer: 1,95 (2024)
- Tasa de nacimientos: 16,6 nacimientos/1.000 habitantes (2020 est.)
- Tasa de defunciones: 6,2 fallecidos/1.000 habitantes (2024)
- Tasa de migración neta: -0,1 migrantes/1.000 habitantes (2018 est.)
- Tasa de mortalidad infantil: 14,4 muertos/1.000 nacidos vivos (2024)
- Edad media: 29 años (censo 2022)

Esperanza de vida al nacer (2024)
- Población total: 75 años
- Hombres: 72,6 años
- Mujeres: 78,4 años

Religiones (2020 est.)
- Católicos: 88 %
- Protestantes: 8 %
- Sin religión: 2 %
- Otras religiones: 2 %

Alfabetización (censo 2022)

Definición:
Personas de 15 años y más que puedan leer y escribir
- Población total: 96 %
- Hombres: 96 %
- Mujeres: 94 %

#### Lenguas
Según datos de la Encuesta Permanente de Hogares-2022: Un 34,3 % es bilingüe, un 32,6 % habla mayormente guaraní y un 30,4 % habla mayormente castellano. La población restante habla otros idiomas, como portugués, alemán, inglés, ruso, etc.
- El castellano y el guaraní (oficiales) son idiomas ampliamente leídos y hablados, sin embargo el jopará (mezcla de ambos idiomas) es el más utilizado en el día a día.[7] Por lo general, el castellano es utilizado predominantemente en las zonas urbanas, como la capital; y su uso predomina en medios de comunicación, educación, eventos, documentos oficiales. Mientras que el guaraní predomina en zonas suburbanas y rurales del interior; y su uso es más coloquial.
- El Idioma portugués es hablado por unos 300.000 personas (especialmente brasiguayos ubicados en zonas fronterizas al Brasil), el alemán por unas 38.000 personas (principalmente en colonias en el Gran Chaco), el italiano por 26.000, el griego por 2.470, el japonés por 12.000, el coreano por 6.000, el ucraniano por 26.000, las diversas variedades del idioma chino por 7.500. El inglés se utiliza como segunda lengua o lengua extranjera por unas 90 000 personas.[7]
- Más de 50.000 personas hablan lenguas indígenas (excluyendo al guaraní), destacando el ñandeva (7.000 hablantes), el mbyá (16.400), el enlhet (6.000), el enxet (3.000), el nivaclé (13.700), el paí tavyterá (15.000) y el sanapaná (6.810).[7]

#### Migraciones
- Según fuente oficial (DGEEC-2002), la población extranjera en el Paraguay era del 3,4 %. En aquel entonces la población extranjera ascendía a 173 176 hab; siendo 81 592 hab. del Brasil, 63 153 hab. de la Argentina, 27 679 de otros países y un 752 no informado.[8]
- Según la Dirección del Gabinete de Migraciones (2018), los extranjeros registrados viviendo en Paraguay ascienden a poco más de 400 000 habitantes aproximadamente.[9] Prácticamente, la mitad de ellos son de nacionalidad brasileña (unos 200 000 hab) -muchos de ellos sin radicación-, seguidos de argentinos (53 000 hab), coreanos (24 000 hab), taiwaneses (15 000 hab), e importantes minorías de sirio-libaneses, japoneses, menonitas, chilenos, uruguayos, colombianos, bolivianos, etc.
- Por otra parte, Paraguay posee uno de los niveles de emigración más altos de la región en cuanto a su población. Se estima que prácticamente un millón de paraguayos están viviendo en el extranjero. Los países a donde los paraguayos más residen son: Argentina (660 000 hab), España (120 000 hab), Estados Unidos (30 000 hab), Brasil (50 000 hab), y pequeñas minorías viviendo en Chile, Uruguay, Japón, etc, según datos oficiales.

#### Composición étnica
La composición étnica actual del país, según estimaciones, está conformada por: 65 % mestizos, 30 % de blancos, y el restante 5 % entre indígenas, afroparaguayos, entre otras razas. Según datos del censo 2022, la población indígena aumentó a 140.206 (cerca del 2,3 % de la población total).
- En una primera fase, la población paraguaya se originó con la unión en masa de las mujeres indígenas —las de etnia guaraní, principalmente— y de los colonizadores españoles, llegados en el siglo XVI: "El pueblo paraguayo, originado en el mestizaje de las culturas guaraní y española, se rigió por trescientos años bajo dominio y colonial dependencia del Reino de España, reteniendo los españoles todos los derechos y privilegios que en la mayoría de los casos implicaba la explotación de mestizos y nativos.".[10] En esta fase además había una importante cantidad de indígenas y afroparaguayos.

- En una segunda fase, se da al finalizar la guerra de la Triple Alianza —contienda que se desarrolló entre 1864 y 1870, teniendo como protagonistas a los aliados (Argentina, Brasil y Uruguay) contra el Paraguay—, se calcula que alrededor o más del 50  % de la población original paraguaya perdió la vida.[11] Tras la guerra, y durante el transcurso del siglo XX, la inmigración europea (alemanes, españoles, italianos, franceses, ucranianos, rusos, polacos, belgas, etc.), sumada a la alta tasa de natalidad de la población, contribuyeron al aumento de la población paraguaya, aunque de forma más modesta en comparación con sus países vecinos.

- Recientemente, en la década de 1970, con la construcción de la central hidroeléctrica de Itaipú, se da otra "ola" de inmigración proveniente especialmente del Brasil (en su mayoría de ascendencia alemana), también de Asia (coreanos, taiwaneses, japoneses), y del mundo árabe (sirio-libaneses) al país.

## Distribución territorial

### Departamentos
Los departamentos más poblados del país son Central, Alto Paraná, Asunción*, Itapúa y Caaguazú, con más de 400.000 habitantes cada uno. El departamento Central es el único en superar el millón de habitantes, conformando la mayoría de sus distritos parte del Gran Asunción por su cercanía con la capital. La mayoría de los departamentos del país se urbanizaron más entre 2002 y 2022, aunque la mayor parte del interior sigue siendo predominantemente rural. El 50 % de la población vive en las dos aglomeraciones más grandes del país: Gran Asunción y Gran Ciudad del Este.
| #  | Departamento     | Abreviatura Nacional | Población (2022) | Superficie (km²) | Densidad (hab./km²) | Capital                  | Mapa |
| -- | ---------------- | -------------------- | ---------------- | ---------------- | ------------------- | ------------------------ | ---- |
| 1  | Central          | PY-11                | 1 883 927        | 2465             | 757,23              | Areguá                   |      |
| 2  | Alto Paraná      | PY-10                | 763 702          | 14 895           | 52,69               | Ciudad del Este          |      |
| 3  | Distrito Capital | PY-ASU               | 462 241          | 117              | 4079,88             | Asunción                 |      |
| 4  | Itapúa           | PY-07                | 449 642          | 16 525           | 26,44               | Encarnación              |      |
| 5  | Caaguazú         | PY-05                | 431 519          | 11 474           | 37,49               | Coronel Oviedo           |      |
| 6  | San Pedro        | PY-02                | 355 175          | 20 002           | 17,09               | San Pedro de Ycuamandiyú |      |
| 7  | Cordillera       | PY-03                | 268 037          | 4948             | 54,87               | Caacupé                  |      |
| 8  | Concepción       | PY-01                | 206 181          | 18 051           | 11,33               | Concepción               |      |
| 9  | Paraguarí        | PY-09                | 200 472          | 8705             | 22,91               | Paraguarí                |      |
| 10 | Canindeyú        | PY-14                | 191 114          | 14 667           | 12,89               | Salto del Guairá         |      |
| 11 | Guairá           | PY-04                | 179 555          | 3846             | 46,83               | Villarrica               |      |
| 12 | Amambay          | PY-13                | 179 412          | 12 933           | 13,44               | Pedro Juan Caballero     |      |
| 13 | Caazapá          | PY-06                | 139 479          | 9496             | 14,75               | Caazapá                  |      |
| 14 | Presidente Hayes | PY-15                | 123 313          | 72 907           | 1,74                | Villa Hayes              |      |
| 15 | Misiones         | PY-08                | 111 142          | 9556             | 11,99               | San Juan Bautista        |      |
| 16 | Ñeembucú         | PY-12                | 76 719           | 12 147           | 7,06                | Pilar                    |      |
| 17 | Boquerón         | PY-16                | 71 078           | 91 669           | 0,74                | Filadelfia               |      |
| 18 | Alto Paraguay    | PY-17                | 17 195           | 82 349           | 0,21                | Fuerte Olimpo            |      |
|    | Total del país   |                      | 6 109 903        | 406 752          | 15,02               |                          |      |

Nota: Asunción no es considerada un departamento oficialmente, pero sí para registros de censos, encuestas y estadísticas.

### Municipios
Gran parte de las ciudades más pobladas del país se encuentran en el departamento Central, por formar éstos parte del Gran Asunción (el mayor área metropolitana del país). Luego le siguen las ciudades del Alto Paraná que son cuatro y conforman el Gran Ciudad del Este (segunda mayor área metropolitana). Dentro del top 20 también se encuentra las capitales de Itapúa, Amambay y Concepción, y las dos ciudades de Caaguazú.

### Áreas metropolitanas
La siguiente tabla lista las áreas metropolitanas/aglomeraciones urbanas del Paraguay, según resultados finales del censo paraguayo de 2022.
| # | Área metropolitana        | Departamento(s)           | Población (Censo 2022) |
| - | ------------------------- | ------------------------- | ---------------------- |
| 1 | Gran Asunción             | Distrito Capital, Central | 2.349.340              |
| 2 | Gran Ciudad del Este      | Alto Paraná               | 578.920                |
| 3 | Gran Encarnación          | Itapúa                    | 173.170                |
| 4 | Gran Pedro Juan Caballero | Amambay                   | 143.546                |

## Evolución demográfica

### Tiempos precolombinos
Los primeros cálculos de la población del Paraguay datan de la fundación de Asunción en 1537, y se centran en la región entre los ríos Paraguay y Paraná. La región estaba poblada principalmente por pueblos de lenguas guaraníes, estimados en 1,5 a 2 millones en el centro-sur de Brasil, oriente de Bolivia, nordeste argentino, gran parte de Uruguay y Paraguay. Además en el sudeste de Brasil vivían pueblos emparentados con los guaraníes, los kaiowás sumaban cerca de un millón, desde el Gran Chaco a São Paulo. Mientras que en toda costa brasileña hasta Amapá vivían los tupíes que sumaban del millón al millón y medio de personas.

### Conquista y colonia
En la zona de Asunción, específicamente en el actual oriente paraguayo, había una alta densidad de población indígena, poblada por guaraníes, pueblos semisedentarios, que vivían de la caza, recolección y agricultura. No hay cifras seguras sobre estos pueblos. En el primer empadronamiento de indios de 1555 se inscribieron 100.000 indígenas, un cálculo de 1570 estimó que en la Comarca de Asunción vivían 300 vecinos y 2900 hijos de españoles (mestizos en su mayoría) y más de 400.000 indios. Cinco años después se decía que en Asunción había más de 5.000 mestizos de los que un 60 % superaba los 18 años, solo cuatro años después había 2.500 mujeres solteras en la ciudad. En 1597 se estima que en la ciudad había 200 vecinos y 2.000 mujeres (en su mayoría indígenas y mestizas), en mismo cálculo habla que había 6.000 indígenas pacificados (1609).
En 1611 se estima que había 800.000 indios infieles en la Comarca de Asunción, una cifra probablemente exagerada, ya que la población nativa había sufrido una fuerte caída producto de las guerras de conquista, los trabajos y traslados forzados, destrucción de sus modos de vida y las enfermedades traídas por los conquistadores. En 1650 se estima que en Asunción había 400 vecinos, exactamente un siglo después se estiman en 1.000 vecinos. Se estima que a comienzos del siglo XVII había 330.000 personas viviendo en el actual territorio paraguayo, con un alto aporte indígena.

### Misiones jesuitas
Las 32 reducciones de los Jesuitas entre los ríos Paraná y Uruguay llegaron a incluir 100.000 guaraníes en el siglo XVII. Convirtiéndose en ricos centros agrícolas y de manufacturación capaces de rechazar ataques de los ejércitos de Asunción y los cazadores de esclavos portugueses. Los imperios español y portugués viendo amenazado su poder por la autonomía de estas misiones decidieron entre 1721 y 1735 repartirse las zonas de influencia. En 1729 las misiones tenían unos 140.000 indígenas según Padrón Favre. Finalmente en 1767 terminaron por expulsar a los jesuitas y mataron o esclavizaron a los indígenas que capturaron, los guaraníes que había ofrecido fuerte resistencia terminaron por huir río arriba.
En sus ataques a las misiones entre 1628 y 1631 los bandeirantes capturaron a 60.000 guaraníes, Las misiones jesuitas. ante estos ataques jesuitas y guaraníes armaron sus propias milicias y cuerpos de caballería que terminaron por expulsar a los portugueses tras la batalla de Mbororé en 1641. Estos ataques también motivaron a que varias tribus que habían rechazado a los Jesuitas terminaran por establecerse en sus misiones, para asegurar su defensa los sacerdotes terminaron por fortificar sus misiones. En 1750 con el Tratado de Límites de Madrid Portugal le devolvió la provincia de Sacramento a cambio del territorio cercano al río Paraguay, donde vivían 29.191 indígenas en misiones, estos al mando de algunos de los Jesuitas se rebelaron, terminando por ser sometidos en 1756 con la ofensiva de un ejército hispano-portugués de 3.000 europeos apoyados por miles de tupíes. La guerra guaraní costó la vida de 1.511 de los indígenas que vivían en las misiones. En 1767 el sacerdote alemán Martin Dobrizhoffer afirmó que 15.000 guaraníes huyeron a la Banda Oriental en busca de alimentos y ganado. Según Ramón Fogel en 1768 las misiones jesuitas que quedaban llegaron a incluir 200.000 guaraníes, tras la expulsión de los Jesuitas. Los bandeirantes capturaron cerca de 300.000 guaraníes durante la colonia para venderlos como esclavos en Sao Paulo. Durante la colonia unos 100.000 africanos fueron introducidos al Virreinato del Río de la Plata, algunos fueron llevados a Bolivia, Paraguay aunque la mayoría permaneció en el Río de la Plata, además de un 10 % que moría cada año.
En 1778 el censo virreinal contó 96.000 a 97.480 habitantes. Hacía 1785 el 11 % de la población de la provincia era afrodescendiente. En 1800 se estima que en Paraguay vivían 50 a 100 mil personas. Diez años después se estimaban en 200.000 sus pobladores. En 1828 desde Misiones escaparon a la Banda Oriental entre 4.000 a 10 000 guaraníes.

### Primera mitad delsigloXIX
En 1825 fuentes paraguayas estiman en 300.000 habitantes, (12 mil en Asunción). Otros la elevan a 560.000 en 1820. Algunas fuentes estiman que en 1850 tenía más de 400.000 habitantes, Otras que superaba en millón. Sin embargo, la cifra más defendida es la de 200.000 personas en 1820, la que coincide con la cifra de Alexander von Humboldt, aceptada por el historiador Alfredo Marbais du Graty. Además, en el Gran Chaco había 50.000 a 100.000 indios salvajes. Sin embargo, el censo de 1846 el único hecho durante la primera mitad del siglo XIX contó 238.862, aunque el censo probablemente no refleja la totalidad de la población, ya que no se contó a los habitantes de las regiones más apartadas hace notar que las estimaciones más alcistas están lejanas de la realidad. A esto hay que sumarle que dichos censos subestimaban la población de algunos grupos (los niños particularmente ya que estaban subregistrados) por lo que las cifras solían ser redondeadas. Una estimación de 1850 da la cifra de 500.000 gentes.
En 1848, el presidente paraguayo Carlos Antonio López les dio la ciudadanía a todos los indígenas que vivían en el país; sin embargo, en el proceso las riquezas de varios de estos pueblos pasaron a manos del Estado y muchos tuvieron que cambiar sus nombres y apellidos originales por otros de origen hispano. Tras esto muchos de los indígenas terminaron por perder su identidad, al perder su conexión con la tierra y sus modos tradicionales de vida, siendo integrados como mestizos. En esa época solo quedaban 6.000 guaraníes viviendo en las antiguas misiones jesuitas. Muchas habían sido abandonadas tras las guerras de independencia y la pérdida de sus tierras ante el Estado y posteriormente los terratenientes. La mayoría de los indígenas perdió o negó su identidad cuando dejó sus comunidades.
Un cálculo oficial del gobierno paraguayo de 1860 estimó en 1.525.000 habitantes, aunque se considera que la cifra fue aumentada por el Estado paraguayo por motivos de seguridad nacional. El historiador Felipe Pigna la calcula en 1.300.000 para la misma fecha, esa cifra es muy aceptada por la historiografía paraguaya. Los cálculos de modernos historiadores argentinos hablan de 500.000 habitantes. Algunos historiadores paraguayos la estiman en 600.000 a inicios de los 1860s. Investigaciones más recientes vuelven a elevar la probable cifra de la población paraguaya en torno a 1.200.000 habitantes antes del estallido de la guerra de la Triple Alianza.

### La guerra de la Triple Alianza
La guerra de la Triple Alianza costó la vida de un 15 a 20 % a un 75 a 90  % de los habitantes del Paraguay. Sin embargo la mayoría de los historiadores aceptan una mortandad de alrededor del 50 % o un poco más. Cerca de 300.000 hombres del país murieron durante la guerra. Cientos de prisioneros paraguayos fueron vendidos como esclavos en Brasil.
- Las cifras más aceptadas por los demógrafos es de una población de entre 340-350 mil habitantes en 1864 ( con base en la población y su crecimiento de 1846 de 233,394 habitantes, es decir un crecimiento del 46-50  % en 18 años, un crecimiento aceptable ya que había crecido en un 116 % entre 1799 y 1846, aun a pesar de las epidemias de ese periodo) y una población de entre 150-160 mil habitantes en 1870 (una corrección de los datos del poco confiable censo de 1870 de 116, 351 habitantes), lo que significaría la pérdida del 53-57 % de su población de 1864, una caída de cerca del 71 % de los hombres y el 29 % de las mujeres, siendo la mayoría de los varones en 1870 niños. Una caída demográfica de 180 a 200 mil habitantes paraguayos con respecto a 1864 una cifra cercana a la de muertos de los 3 países aliados de 140 mil soldados. Se puede asegurar que 6 de cada 10 paraguayos murieron durante la guerra (ya que durante los primeros años de guerra la población infantil siguió creciendo).

- Historiadores argentinos: de 500.000 a 116.000 ha. De los que 10 % son hombres.[36]

- Bárbara Ganson de Rivas, historiadora estadounidense, estimó una caída de 440.000 personas, basándose en el censo de 1846.

- Historiadores paraguayos estiman en 1.200.000 de los que solo 400.000 sobrevivió a la contienda, otros 1.300.000 a 200.000 sobrevivientes.

- Felipe Pigna estimó en 1.300.000 cayó a 300.000 personas.

- El paraguayo Emilio Urdapilleta calculó, en promedio, unos 500.000 muertos durante la Guerra (civiles y militares) y otros 500.000 fallecidos y desaparecidos durante la posguerra y Ocupación Aliada de 1869 - 1878. Sumados a unos 200.000 supervivientes, la población estaría en torno a 1.200.000 habitantes antes de la guerra de la Triple Alianza.[42]

- Fuentes alternativas estiman que de 800.000 cayó a 194.000, perdiendo 606.000 vidas (75,75  %), de los que 14.000 eran hombres y 180.000 eran mujeres. De los hombres 9.800 eran menores de 10 años, 4.200 mayores de 10 años.[43]

- Fuentes oficiales de paraguayas apoyadas por el historiador Jan Kleinpenning eran 1.525.000 gentes en 1861 y solo 221.000 en 1871 (1.304.000 muertos); de los que 24 000 eran hombres. Unas estimación de 1911 por el Estado estimó que sobrevivieron 221.079 personas de 1.337.439 que eran en 1864. De estas 28.746 eran hombres adultos, 106.254 mujeres y 86.079 niños.[44] Otras hablan de 1.300.000 cayendo a 700.000 personas.[15] De los 1.250.000 paraguayos murieron 937.500 para otros.[45]

- En total unos 440.000 a 1.200.000 muertos por la guerra.[46] De ellos dos tercios por hambre y enfermedades. Cerca de un 70[47] a 90 %[48] de los varones murieron. Aproximadamente al menos un 50 % de la población paraguaya murió.[46]

Se desconoce el tamaño del ejército paraguayo, es probable que en 1864 la cifra de hombres armados fuera de 38.173 y 400 cañones (unos 110 en la fortaleza de Humaitá) que señala un documento en el Archivo Nacional de Asunción. En 1865 al extenderse la guerra el reclutamiento se hizo masivo, alcanzando los 73.273 soldados, 737 oficiales y 25 jefes de Estado Mayor. A partir de entonces el tamaño del ejército empezó a declinar a pesar de la movilización de reservas, población civil, adolescentes y finalmente niños producto de las constantes y fuertes pérdidas. Cerca de 10 000 hombres paraguayos tras escapar de Asunción al norte en 1869, siendo los últimos restos del ejército paraguayo, terminaron rindiéndose tras sufrir varias bajas. Es probable que a lo largo de los seis años que duró la guerra los paraguayos hayan movilizado 100 a 150 mil hombres.
Durante la guerra, más del 50 % de los soldados aliados murieron. Tales países se vieron afectados por pestes de cólera y fiebre amarilla que costaron la vida a miles o decenas de miles de personas.
El 1 de mayo de 1869, la capital paraguaya fue saqueada: las tropas brasileñas la quemaron por completo, violando y masacrando a sus habitantes, incluso atacando a las embajadas extranjeras. La mayoría de los paraguayos terminó con sus casas en ruinas o totalmente quemadas.
Durante la guerra, ambos bandos se caracterizaron por su violencia: los brasileños y uruguayos ejecutaron (degollando o decapitando) a miles de prisioneros de todas las edades, quemando hospitales con heridos y civiles adentro, los argentinos lanzaron miles de cuerpos al Río de la Plata para contagiar de peste a poblaciones rivales; además de que gran parte de los soldados argentinos eran de origen africano, forzados a luchar, incluso llevados con grilletes, mientras que las poblaciones afroargentinas se vieron afectadas por las pestes. López también ordenó la ejecución de todo oficial o soldado que pensara en rendirse. Por ello, varias masacres que se pudieron evitar sucedieron y varios miles de los soldados paraguayos que pudieron salvarse terminaron muriendo.
Según los estudios de Thomas Whigham, doctor de la Universidad de Stanford y profesor en la Universidad de Georgia (Estados Unidos), y Barbara Potthast, de la Universidad de Colonia (Alemania), basándose en el primer censo de posguerra, la cifra de muertos fue de 300.000 personas, es decir, de un 50 a 70 % de los paraguayos. Tras la guerra se produjo un censo (1870-71): se contaron 116.351 habitantes, aunque hubo varios de los territorios más aislados que no se incluyeron en él y en muchos casos a los niños (algo común en esa época), por lo que se estima en 150 a 160 mil habitantes (de los que 28 000 son hombres adultos). Basándose en el censo de 1846 y en la tasa de crecimiento normal de aquella época en 1864 la población paraguaya era de 420.000 a 450.000 personas. Las cifras de Kleinpenning estiman en 221.000 sobrevivientes, aceptando una cifra de muertos superior al 50 %. Considerando la altísima mortandad de la población masculina Whigham considera que gran parte de esta murió en combate mientras que muchos de los civiles de hambre y pestes. Al quedar sin hombres, bueyes o reservas de alimentos la capacidad de los sobrevivientes de producir alimentos disminuyó dejándolos débiles ante el embate de las enfermedades. También varios de los refugiados terminaron por huir al Mato Grosso.
Tras la guerra, muchos campesinos que arrendaban al Estado las granjas que trabajaban perdieron todo y se marcharon a la capital, viviendo en barrios marginales de las afueras o al extranjero. El Estado terminó por venderle grandes terrenos a extranjeros que empezaron a concentrar las riquezas del país. La ocupación brasileña duró hasta 1876 tras esto se sucedería una etapa de constantes golpes de estado, en la que el control del gobierno era efectiva solo en la zona de Asunción.
El país volvería a alcanzar una población similar solo tras la Primera Guerra Mundial, hacía 1925, principalmente gracias a la poligamia que se hizo muy común, e incluso general, en la sociedad de posguerra, por la falta de hombres y la escasa inmigración y las frecuentes guerras civiles y golpes de estado. Sin embargo el alto número de hijos de las familias campesinas terminó por empeorar los problemas sociales que había, al no poder producir alimento suficiente para sus hijos muchos de los campesinos emigraron a la ciudad o al extranjero.

### Posguerra del '70
Tras la guerra el país terminó devastado y en gran medida despoblado en cuanto a hombres adultos se refieren, contribuyendo esto a que la inmigración europea terminó por absorber a la población sobreviviente.
En parte a esto contribuyó la pérdida de los indígenas de su identidad durante el siglo XIX.
Debe de entenderse que gran parte de los miles de inmigrantes que ingresaron al país tras guerra en su mayoría se casaron con paraguayas, en su mayoría mestizas, quienes conservaron varias de las tradiciones de su sociedad como el uso del idioma guaraní, haciéndose muy importante el rol de la mujer en una sociedad que terminó por volverse bastante matriarcal. El número de inmigrantes que llegó a Paraguay y del que se tiene registros, si bien fue escaso, sin embargo, fue lo suficientemente significativo por la escasa población de la época y en particular en los primeros años de la posguerra.
En el siguiente cuadro se muestra el número de inmigrantes que ingresaron al Paraguay entre 1870 y 1959, al menos de los que se tiene registro oficial, el cual es muy cuestionado.
| Origen                 | 1870-1879 | 1880-1889   | 1890-1899 | 1900-1909  | 1910-1919   | 1920-1929   | 1930-1939     | 1940-1949   | 1950-1959     |
| ---------------------- | --------- | ----------- | --------- | ---------- | ----------- | ----------- | ------------- | ----------- | ------------- |
| Paraguayos repatriados | 0         | 0           | 0         | 51         | 193         | 105         | 111           | 0           | 0             |
| Argentina              | 0         | 4.895       | 18        | 364        | 1.122       | 100         | 141           | 512         | 2.036         |
| Brasil                 | 0         | 530         | 0         | 29         | 44          | 0           | 12            | 77          | 474           |
| Uruguay                | 0         | 198         | 0         | 59         | 68          | 40          | 12            | 43          | 188           |
| Bolivia                | 0         | 0           | 0         | 4          | 0           | 0           | 8             | 13          | 75            |
| EE. UU.                | 0         | 0           | 6         | 37         | 3           | 35          | 9             | 60          | 385           |
| Canadá                 | 0         | 0           | 0         | 0          | 0           | 1           | 0             | 20          | 99            |
| Otros de América       | 0         | 0           | 0         | 2          | 4           | 0           | 5             | 36          | 136           |
| Total América          | 0         | 5.623       | 24        | 546        | 1.434       | 281         | 298           | 671         | 3.393         |
| Italia                 | 0         | 824         | 251       | 1.115      | 973         | 37          | 41            | 238         | 580           |
| España                 | 0         | 321         | 9         | 809        | 1.494       | 37          | 73            | 159         | 1.287         |
| Francia                | 0         | 228         | 10        | 124        | 111         | 15          | 109           | 63          | 148           |
| Reino Unido            | 800       | 39          | 28        | 35         | 31          | 9           | 8             | 84          | 160           |
| Alemania               | 0         | 467         | 11        | 479        | 811         | 814         | 1.038         | 186         | 661           |
| Austria                | 0         | 0           | 1         | 122        | 318         | 137         | 533           | 50          | 32            |
| Rusia                  | 0         | 53          | 0         | 99         | 252         | 46          | 515           | 288         | 319           |
| Bélgica                | 0         | 0           | 0         | 15         | 46          | 14          | 12            | 168         | 80            |
| Suiza                  | 0         | 0           | 3         | 22         | 85          | 137         | 96            | 30          | 38            |
| República Checa        | 0         | 0           | 0         | 0          | 0           | 44          | 527           | 126         | 90            |
| Polonia                | 0         | 0           | 0         | 0          | 0           | 34          | 8.079         | 461         | 188           |
| Otros europeos         | 0         | 146         | 0         | 14         | 14          | 44          | 332           | 279         | 480           |
| Total Europa           | 800       | 2.078       | 313       | 2.834      | 4.135       | 1.368       | 11.363        | 2.132       | 4.063         |
| Siria El Líbano        | 0         | 0           | 0         | 0          | 0           | 2           | 52            | 17          | 75            |
| Otros de Medio Oriente | 0         | 0           | 0         | 15         | 4           | 2           | 2             | 3           | 0             |
| Total Medio Oriente    | 0         | 0           | 0         | 15         | 4           | 4           | 54            | 20          | 45            |
| Japón                  | 0         | 0           | 0         | 25         | 0           | 0           | 533           | 161         | 4.085         |
| Otros orientales       | 0         | 73          | 78        | 0          | 127         | 0           | 0             | 18          | 72            |
| Total Lejano Oriente   | 0         | 73          | 78        | 0          | 127         | 0           | 0             | 18          | 72            |
| Menonitas              | 0         | 0           | 0         | 0          | 0           | 1.876       | 381           | 4.258       | 7             |
| Total inmigrantes      | 0 -800    | 4.808-7.774 | 415-3.743 | 3420-7.115 | 5.700-6.306 | 3.264-3.529 | 12.629-20.141 | 7.280-7.555 | 10.044-11.665 |
| Población paraguaya    | ?         | 239.774     | ?         | 490.719    | 651.040     | 843.905     | 987.824       | 1.259.826   | 1.816.890     |

La siguiente tabla nos muestra el número de inmigrantes ingresados según diversas fuentes.
| Fuente                                               | 1880-1889 | 1890-1899 | 1900-1909                                           | 1910-1919                                           | 1920-1929                                                     | 1930-1939                                               | 1940-1949                                     | 1950-1959                       | Total  |
| ---------------------------------------------------- | --------- | --------- | --------------------------------------------------- | --------------------------------------------------- | ------------------------------------------------------------- | ------------------------------------------------------- | --------------------------------------------- | ------------------------------- | ------ |
| Documentos de la Oficina de Inmigración 1881-1933    | 4.810     | 3.743     | 6.924                                               | 6.371                                               | 3.392                                                         | 2.870                                                   | -                                             | -                               | 28.114 |
| Memorias de la DGE de 1927                           | -         | -         | 4.586                                               | 350                                                 | 1.106                                                         | -                                                       | -                                             | -                               | 6.042  |
| R. Von Fischer                                       | -         | 1.249     | 1.465                                               | -                                                   | -                                                             | -                                                       | -                                             | -                               | 2.714  |
| Evaristo Zacarias Arza                               | 1.119     | 1.254     | 5.043                                               | 3.128                                               | -                                                             | 1.000                                                   | -                                             | -                               | 11.544 |
| Memoria Anual de la Municipalidad de Asunción (1899) | -         | 337       | -                                                   | -                                                   | -                                                             | -                                                       | -                                             | -                               | 337    |
| Anuario Estadístico (con año de edición)             | -         | -         | 1.840 (1906-07) 634 (1914) 0 (1915-16) 1.658 (1917) | 4.696 (1914) 4.644 (1915) 4.942 (1916) 5.686 (1917) | -                                                             | -                                                       | -                                             | -                               | -      |
| Memoria de la DGE hasta 1935 (con año de edición)    | -         | -         | 5.210 (1927)                                        | 6.306 (1927)                                        | 2.720 (1927) 3.124 (1928) 3.408 (1929; 30; 31) 1720 (1932-35) | 849 (1930-31) 3.339 (1932) 3.484 (1933-34) 4.606 (1935) | -                                             | -                               | -      |
| Memoria de la DGE 1936-1939 (con año de edición)     | -         | -         | -                                                   | -                                                   | -                                                             | 5.510 (1936) 9.393 (1937) 14.428 (1938) 16.455 (1939)   | -                                             | -                               | -      |
| Anuario Estadístico                                  | -         | -         | -                                                   | -                                                   | 3.388 (1946-47)                                               | 16.933 (1940-41) 17.238 (1946-47)                       | 420 (1940-41) 3.185 (1946-47) 6.164 (1948-53) | 3.122 (1948-53) 9.021 (1954-59) | -      |
| OIM                                                  | 7886      | -         | -                                                   | -                                                   | -                                                             | -                                                       | -                                             | -                               | -      |
| Lyra Pidoux (1975)                                   | 4.808     | 3.743     | 7.115                                               | 6.306                                               | 3.264                                                         | 20.145                                                  | 7.555                                         | 10.044                          | 62.980 |

Producto que la producción cayó tanto el Estado no pudo dar ayuda a los campesinos que terminaron por vender las tierras o perderlas por precios ínfimos que fueron aprovechados por los extranjeros que de este modo lograron crear grandes latifundios. Según Herken (1984), en la década de 1870 entre 4 a 5 mil paraguayos, argentinos, bolivianos y brasileños (en su mayoría campesinos sin tierra) se desplazaban por toda la región del Plata trabajando como temporeros.
Los frecuentes golpes de estado, revoluciones, censura y anarquía motivaron también grandes emigraciones; para estabilizar la economía y con ella estabilizar el país se estimuló el traer inmigrantes a fin de mantener el poder por la oligarquía tradicional y extranjera recién llegada. Para esto se empezó por abrir el mercado externo a productos y mercancías europeas (1892). Durante la década de 1880 se fundaron los primeros bancos, casi todos ingleses o argentinos.
Estos cambios favorecieron la ganadería que pudo recuperarse relativamente de la guerra (en el país había más de 2.000.000 de cabezas de ganado en 1844, pero muchas se sacrificaron o robaron en la guerra y la anarquía), ya que esta actividad requería escasa mano de obra. Le seguirían posteriormente la explotación forestal y la agricultura. Se empezó a fomentar la fundación de colonias de europeos, aunque con un alto porcentaje de deserción (para irse a otros países), que duraría hasta inicios del siglo XX. Para ello el gobierno puso oficinas de inmigración en países europeos para atraer posibles colonos y se pagaban los gastos, tratando de convertir el país en un lugar donde establecerse en vez de uno de paso hacía el interior de Brasil o Argentina.
De este modo, la política inmigratoria paraguaya cambió completamente desde la época de temor y rechazo a los extranjeros (gobierno del Dr. Francia) a una donde casi se veneraba al inmigrante y se le llamaba, ofreciéndole todo tipo de favores a cambio de establecerse. La principal inmigración que los gobiernos paraguayos promocionaron era la europea.
La misma venta de tierras que atrajo inmigrantes también motivo la emigraciones de miles de campesinos, que tras sufrir la guerra y sin tierras se marcharon a Brasil (Mato Grosso y Mato Grosso del Sur) y nordeste de Argentina, regiones tradicionalmente pobladas por pueblos guaraníes, conquistados a fines del siglo XIX por los respectivos gobiernos. Con esta inmigración la lengua guaraní reducida al Paraguay y algunos pueblos indígenas volvió a expandirse por aquellas áreas. Ante esto en 1881 se empezó a ofrecer bonos a todos aquellos ciudadanos que deseasen regresar. Producto de la violencia política y dificultades económicas, tras los períodos de violencia de 1904, 1908, 1912 y 1922, unos 300.000 nacionales en total emigraron al extranjero.
El principal país receptor terminó por ser Argentina, donde se instalaron en Formosa, Misiones, Corrientes, Chaco y Entre Ríos. Esto trajo preocupación al Presidente González Navero, ya que muchas veces terminaban trabajando en pésimas condiciones y viviendo muy mal.
Según Zacarías Arza (1954), las cifras que dan los historiadores de la inmigración paraguaya a Argentina a inicios del 1900 son muy variables y poco confiables.
- Genaro Romero: 40.000
- Teodosio González: 20.000
- J. Natalicio González: 200.000[59]

El número de paraguayos en la Argentina pasó de 28.592 en 1914 a 155.269 en 1960 (censos oficiales). La emigración a Brasil se hizo muy importante a partir de la década de 1920 hacia Mato Grosso y a partir de la de 1950 a São Paulo. En todos los censos de Argentina y Brasil solo se incluía a los paraguayos residentes pero no a sus descendientes. La mayor parte de los inmigrantes paraguayos se dedicaron a la agricultura en los países de recepción.
En 1914, un censo de familias contó 650.582 habitantes. En esa época los gobiernos empezaron a establecer los primeros fuertes en el Chaco penetrando al Oeste, mientras que Bolivia hacía lo propio en dirección contraria.

### La guerra del Chaco
La guerra del Chaco fue la mayor guerra librada en América durante el siglo XX, caracterizándose por el combate de trincheras (por la que se le comparó con la Primera Guerra Mundial) y el uso de armas de última tecnología (para aquella época) por soldados mal entrenados, equipados y alimentados. Las enfermedades y la falta de agua potable fueron en muchos casos los principales enemigos de las tropas, aún más que los soldados enemigos. La guerra fue provocada por el interés de supuestos yacimientos petrolíferos que demostraron en su mayoría ser inexistentes. El costo social y económico de la guerra fue catastrófico.
La guerra duró tres años, de 1932 a 1935, y tuvo un enorme costo de vidas para ambos países. Bolivia movilizó en total 200.000 a 250.000 hombres, mientras que Paraguay 150.000, al conflicto se le destinaron la mayor parte de los recursos por parte de ambos estados.
La cifra de muertos fue muy alta, las distintas fuentes estiman que las pérdidas paraguayas eran de 30.000; 35.000; 40.000; 50.000 muertos.
Durante la guerra del Chaco, la población paraguaya suele estimarse en un millón de personas; comparada esa cifra con el número de soldados movilizados y muertos se muestra la magnitud de la guerra. En 1950, un censo estableció en 1.328.452 el número de habitantes, con una corrección 1.343.000 incluyendo pueblos selváticos pacíficos (no se incluye indígenas salvajes).

### Posguerra del Chaco
Durante la dictadura de Higinio Mrínigo (1941-1946), más de 50.000 paraguayos emigraron al extranjero. Se estima que en esa época vivían en Misiones, Chaco y Formosa unos 157.385 paraguayos. Los emigrantes paraguayos ascendían a 200.000 en Argentina tras la revolución y guerra civil de 1947.
Efraím Cardozo estimó en 400.000 el número de nacionales que emigró producto del conflicto y la represión, otras fuentes elevan esa cifra al doble (800.000 personas) además de cifrar el costo de vidas en 20.000 por el conflicto. Sin embargo, a pesar de esta alta emigración, muchos de los paraguayos iba y venía de su país a territorio argentino, pero a partir de la década de 1960 empezaron a establecerse de por vida en el extranjero. En esa década, unos 23,7 % de los paraguayos residentes decidió tomar la nacionalidad argentina.
En 1886 se efectuó el primer censo oficial de posguerra, se contaron 239.774 habitantes, de estos 100.262 eran hombres (muchos hijos de los combatientes) y 139.512 mujeres. El censo tiene una corrección que aumenta la cifra a 263.751 personas. En 1899 se estimó en 635.571 habitantes, basándose en un censo de casas, incluyendo, 100.000 indios no civilizados en el territorio del Chaco reclamado por el gobierno paraguayo. Durante la primera mitad del siglo XX se producirá la colonización del Chaco que tendrá graves consecuencias para los nativos, cuya población se reducirá producto de las masacres, la aculturización, perdidas de tierras, migraciones forzadas y enfermedades. En 1950, según Cardus, quedaban 50 a 56 mil indígenas, para la década de 1960 habría alrededor de 30.000 sobrevivientes, a partir de entonces el número ha vuelto a recuperarse. Otra estimación de 1900 da la cifra de 440.000 personas.

### Fenómenobaby boomy éxodo rural (mitad delsigloXX)
A partir de mediados del siglo XX, la población paraguaya no ha parado de crecer, gracias a sus altísimos niveles de natalidad y la baja en la tasa de mortalidad. Si bien en Paraguay hubo varios censos a lo largo de su historia, recién en 1950 se realizan los censos acordes a los estándares internacionales, por la Dirección General de Estadísticas, Encuestas y Censos (DGEEC), hoy Instituto Nacional de Estadística, puesto que antes no se tenía en cuenta (por ejemplo) a los niños, parcialidades indígenas, o gentes de zonas remotas del interior. En el año 1962 Paraguay contaba con 1.819.000 habitantes (no se incluyó en el cálculo la zona occidental), diez años después ascendía alrededor a 2.358.000 habitantes, y en los años 1980s a más de 3.000.000 habitantes;
Hasta los años 1980, la capital Asunción era la única ciudad totalmente urbana del Paraguay en superar inclusive los 100.000 habitantes, a diferencia de hoy día que más de 15 ciudades ya superan esa cifra. Además, en aquel entonces Asunción poseía una población prácticamente igual al departamento más poblado, Central, de unos 450.000 hab.  
Hacia finales de la década de 1980, empieza el tardío éxodo rural, ya que hasta entonces la mayoría de los paraguayos vivían aún en zonas rurales. Por primera vez en la historia demográfica del país, la población urbana superó a la rural en el censo del año 1992. A inicios de los años 1990s se desarrollan las primeras áreas metropolitanas y principales zonas urbanas del país, como el Gran Asunción (con el explosivo crecimiento demográfico del departamento Central -periférico a la capital- debido principalmente al éxodo rural) y el Gran Ciudad del Este. Poco tiempo después también le tocó a las demás ciudades importantes del interior como Encarnación, Caaguazú, Pedro Juan Caballero, etc.  

### Actualidad y futuro (sigloXXI)
Según resultados oficiales dados a conocer el 21 de agosto de 2024, la población de Paraguay en el año 2022 fue de 6.109.903 (un millón menos de lo proyectado década atrás). El Instituto Nacional de Estadística, el organismo encargado de manejar los datos demográficos del país, estimaba la población en 7 555 000 habitantes para el año 2022 debido a un desfasaje de anteriores estimaciones que tomaban como base la tasa de fecundidad y la tasa migratoria del censo de 2002, inaplicable a largo plazo dada la naturaleza impredecible del comportamiento demográfico de un país.
La principal razón del porqué los resultados fueron inferiores a las proyecciones, se debe al inconcluso y especulativo censo anterior (categorizado como «inválido» por el INE), que obligaron a basar las estimaciones en estadísticas obsoletas que tomaban como base los indicadores de los censos de 2002 y 1992, tales como la tasa de fecundidad y la tasa migratoria, que se creyó iba a mantenerse en esos niveles para los siguientes 30 años. Como el comportamiento demográfico es impredecible, arrojó como resultado un crecimiento mucho menos acelerado de la población paraguaya debido —en parte— al elevado movimiento migratorio hacia el exterior y al paulatino descenso de la tasa de fecundidad, un fenómeno que va extendiéndose en todo el mundo.
En contraste a la desaceleración general, se dio un notable aumento de la población indígena, ascendiendo a 140.205 habitantes, superior a los 117.000 en 2012 y 89.000 en 2002, que actualmente constituye el 2 % de la población. También se dio un envejecimiento de la población paraguaya, con la población mayor de 60 años llegando al 9 % de la población, en contraparte con la población juvenil que descendió hasta un 24 % (en el año 2000 esta cifra rondaba el 40 %) .

#### Cuadros
| Año del Censo                      | Población total | Población urbana   | Población rural    |
| ---------------------------------- | --------------- | ------------------ | ------------------ |
| Censo paraguayo de 1950            | 1.328.452       | 459.726 (34,6 %)   | 868.726 (65,4 %)   |
| Censo paraguayo de 1962            | 1.819.103       | 651.869 (35,8 %)   | 1.167.234 (64,2 %) |
| Censo paraguayo de 1972            | 2.357.955       | 882.345 (37,4 %)   | 1.475.610 (62,6 %) |
| Censo paraguayo de 1982            | 3.029.830       | 1.295.345 (42,8 %) | 1.734.185 (57,2 %) |
| Censo paraguayo de 1992            | 4.152.588       | 2.089.688 (50,3 %) | 2.062.900 (49,7 %) |
| Censo paraguayo de 2002            | 5.163.198       | 2.928.437 (56,7 %) | 2.234.761 (43,3 %) |
| Censo paraguayo de 2012 (inválido) | 6.461.041       | 3.825.311 (59,2 %) | 2.635.730 (40,8 %) |
| Censo paraguayo de 2022            | 6.109.644       | 4.215.101 (69 %)   | 1.894.802 (31 %)   |

#### Estructura de la población al 01-07-2013. Proyecciones basadas en el censo nacional de 2002.[84]
| Año  | Población total (x 1000) | Población por franja etaria | Población por franja etaria | Población por franja etaria |
| Año  | Población total (x 1000) | Entre 0 a 14 años ( %)      | Entre 15 a 64 años ( %)     | Más de 65 años ( %)         |
| ---- | ------------------------ | --------------------------- | --------------------------- | --------------------------- |
| 1950 | 1 473                    | 47.0                        | 50.1                        | 2.9                         |
| 1955 | 1 674                    | 47.5                        | 49.5                        | 3.0                         |
| 1960 | 1 906                    | 47.8                        | 49.0                        | 3.2                         |
| 1965 | 2 176                    | 47.5                        | 49.2                        | 3.3                         |
| 1970 | 2 483                    | 46.1                        | 50.4                        | 3.5                         |
| 1975 | 2 802                    | 44.1                        | 52.3                        | 3.6                         |
| 1980 | 3 195                    | 42.5                        | 53.8                        | 3.8                         |
| 1985 | 3 698                    | 41.6                        | 54.5                        | 3.9                         |
| 1990 | 4 244                    | 41.4                        | 54.6                        | 4.0                         |
| 1995 | 4 795                    | 40.3                        | 55.4                        | 4.3                         |
| 2000 | 5 323                    | 38.5                        | 57.2                        | 4.4                         |
| 2005 | 5 824                    | 35.5                        | 59.8                        | 4.7                         |
| 2010 | 6 248                    | 32.9                        | 61.8                        | 5.2                         |

Franja etaria según censo 2.022
| Edad (años) | Porcentaje ( %) |
| ----------- | --------------- |
| 0–14        | 24,3            |
| 15–64       | 66,9            |
| 65+         | 8,8             |